# José Orlando Cáceres
José Orlando Cáceres, es un político argentino residente en la ciudad de Paraná, capital de la provincia de Entre Ríos. Militante del Partido Justicialista.  
Se desempeñó como vicegobernador de Entre Ríos y presidente de la Cámara de Senadores de esa provincia, durante el segundo período de gobierno de Sergio Urribarri, entre 2011 y 2015.   
Actualmente es diputado provincial (por el período 2019-2023) y en las elecciones del 22 de octubre fue electo Parlamentario del Mercosur (DP), para el período 2023-2027.     
Tiene una larga trayectoria de militancia que comenzó en la escuela secundaria. Actualmente secretario General del Consejo Provincial del Partido Justicialista de Entre Ríos, del cual también fue Presidente.  
Amante de los deportes y la música, preside la Comisión Directiva del Club Atlético Paraná, y es uno de los creadores de la Fiesta Nacional del Mate.
Su hijo David es el actual viceintendente de la Ciudad de Paraná. 

## Biografía

### Inicios
Nació en uno de los barrios más populares de la ciudad de Paraná, en el seno de una familia humilde. Su padre fue empleado ferroviario. Desde adolescente debió buscar el sustento para él y su familia. Trabajó en una fábrica de escobas, fue verdulero, albañil y tuvo otros empleos ambulantes, los cuales se mezclaban con su amor por el deporte.  
Estudió en la escuela técnica ENET N°1 y finalizó en la nocturna José Martí de Paraná, como bachiller técnico en electricidad. Luego inició la carrera de Bioingeniería en la primera Facultad de esa materia creada por Raúl Alfonsín en la localidad de Oro Verde, provincia de Entre Ríos, la única de su tipo en América del Sur por esos años. La carrera en ese entonces, se cursaba en horario matutino, con talleres por la tarde, lo cual hacía difícil su cursado para alguien que además debía trabajar. En ese momento José Cáceres había aprendido el oficio de electricista de la mano de un reconocido especialista de Paraná que era además un amante del boxeo, Antonio Casals. José suele recordar “Antonio Casals me dio trabajo mientras competía deportivamente, me llevó como ayudante y, lo más importante, me enseñó el oficio, con lo cual a la teoría que ya tenía me dio la posibilidad de sumarle la práctica e independizarme y dedicarme a la electricidad de obra durante mucho tiempo.  
Fue en ese período en que se interesó por el boxeo, que practicó de forma amateur y llegó a disputar más de 30 peleas barriales. Entre el trabajo, su sueño de ser campeón de box y los estudios conoció a su gran amigo y referente político, Luis “Pacha” Rodríguez, con quién se inició en la militancia política dentro de la Juventud Peronista (JP). Allí conoció su verdadera pasión y comenzó una trayectoria que cambió su vida. 

### Militancia
Activo militante peronista desde joven, se dedicó a la militancia social en el barrio, fue integrante de la Comisión Vecinal del Barrio Presidente Perón y luego Presidente de esa Comisión; y a la militancia partidaria, donde fue Vocal de Unidad Básica y luego Presidente de Unidad Básica. Integrante del Consejo Departamental del Partido Justicialista (PJ), Presidente del Consejo Departamental, Congresal provincial del Partido Justicialista, Presidente del Consejo Provincial del PJ, y actualmente, Vicepresidente del dicho Consejo. Le tocó conducir el Partido en uno de sus momentos más complejos, cuando, a partir de la presidencia de Néstor Kirchner, se dio una división entre los militantes, que se precipitó durante el conflicto con las patronales agropecuarias por la Resolución 125, a poco de haber asumido su primera presidencia la presidenta Cristina Fernández de Kirchner. Durante ese año, uno de los principales referentes del peronismo entrerriano, Jorge Pedro Busti, se fue del Partido Justicialista para enfrentarlo desde el Frente Entrerriano Federal. Sin embargo, ello no significó un alejamiento importante de militantes. A poco de esa situación se revitalizó el interés por afiliarse al PJ, mayormente en los sectores juveniles de la sociedad. José Cáceres llevó adelante una política activa de defensa del peronismo, su historia y sus símbolos; y a su vez realizó una apertura desde el Partido hacia las nuevas generaciones y hacia sectores no peronistas o que se habían ido del peronismo durante las presidencias de Carlos Saúl Menem. De esa manera, casi en la totalidad del territorio argentino, el Partido Justicialista fue el sustento principal del gobierno nacional de Cristina Kirchner y del provincial de Sergio Urribarri, durante el conflicto, y un motor fundamental en las campañas donde ambos resultaron reelectos.

### La función pública
Su militancia lo llevó a ocupar cargos públicos desde su juventud. Fue secretario en el Honorable Consejo Deliberante (HCD) de la Municipalidad de Paraná. Luego resultó elegido Concejal, siendo el edil más joven de la ciudad hasta ese momento, y a partir de ello ocupó la presidencia del Bloque Justicialista del HCD. Fue Director de Atención Comunitaria del Ministerio de Salud y Acción Social. Ocupó la Vicepresidencia de la Caja de Jubilaciones de la Provincia. Se desempeñó como Delegado Regional de la Comisión Nacional de Regulación del Transporte (CNRT). Encabezó el Instituto Autárquico Provincial de la Vivienda (IAPV), en cuya gestión se batió un récord histórico en la construcción de viviendas.
En 2007 integró la lista de Diputados del Frente Justicialista Para la Victoria (PJ), resultando electo. Durante su diputación ocupó un lugar insoslayable en los acalorados debates durante el conflicto por la Resolución 125, donde Entre Ríos fue el epicentro de la protesta de las patronales agrarias, realizando una cerrada defensa del gobierno nacional y provincial, basándose en los preceptos justicialistas de Justicia Social y redistribución de la riqueza. 
En 2010 fue convocado por el gobernador Sergio Urribarri para ocupar el recientemente creado Ministerio de Desarrollo Social y allí se desempeñó hasta 2011, cuando integró la fórmula Urribarri – Cáceres, que lo consagró - tras triunfar con el 55,93% de los votos en los comicios de octubre de ese año - como Vicegobernador y Presidente del Senado de la Provincia hasta el año 2015.

### Deporte y Cultura
Junto a su compañero y amigo, Luis “Pacha” Rodríguez, y otros vecinos paranaenses, fundó el Centro Comunitario Solidaridad, asociación civil de la cual es presidente, y que en la segunda mitad de la década de 1980 creó la Fiesta Nacional del Mate, dedicada a la difusión del folclore local, nacional y latinoamericano. En su escenario han desfilado figuras de amplio reconocimiento popular como Horacio Guaraní, Los Nocheros, Los Tucu Tucu, Rubén Patagonia, y muchos más. Esta fiesta es visitada año a año por miles de entrerrianos y vecinos de otras partes del país y de otros países. Se caracterizó siempre por ser una fiesta popular que mezcla lo mejor de la música local con figuras de talla nacional e internacional y por su Concurso de Cebadores y Tomadores de Mates. Recientemente, la Asociación Civil Solidaridad, decidió el traspaso de la Fiesta Nacional a la órbita municipal, para garantizar su continuidad y para que se convierta en un patrimonio de todos los paranaenses, de modo que, por segundo año consecutivo, la organización de la Fiesta estuvo en manos de la Municipalidad de Paraná.
Uno de sus deportes favoritos, aparte del box es el fútbol. Pasó de ser simpatizante del Club Atlético Paraná, a presidente de la Comisión Directiva, la cual encabeza actualmente por tercer período consecutivo. Durante su presidencia el club de sus amores logró ascender al Argentino B de Fútbol, categoría donde es un firme competidor, y participó de la Copa Argentina en su primera edición. También se realizaron diversas mejoras edilicias que redundan en beneficios para los socios y la comunidad en general, como son la pensión para jugadores que vienen del interior de la provincia o de otros lugares del país, la nueva Secretaría, el sistema de riego para la cancha de fútbol, las nuevas luminarias del estadio, etc.